# Morse (Wisconsin)
Morse – miasto w Stanach Zjednoczonych, w stanie Wisconsin, w hrabstwie Ashland.